# ディミトリエ・カンテミール

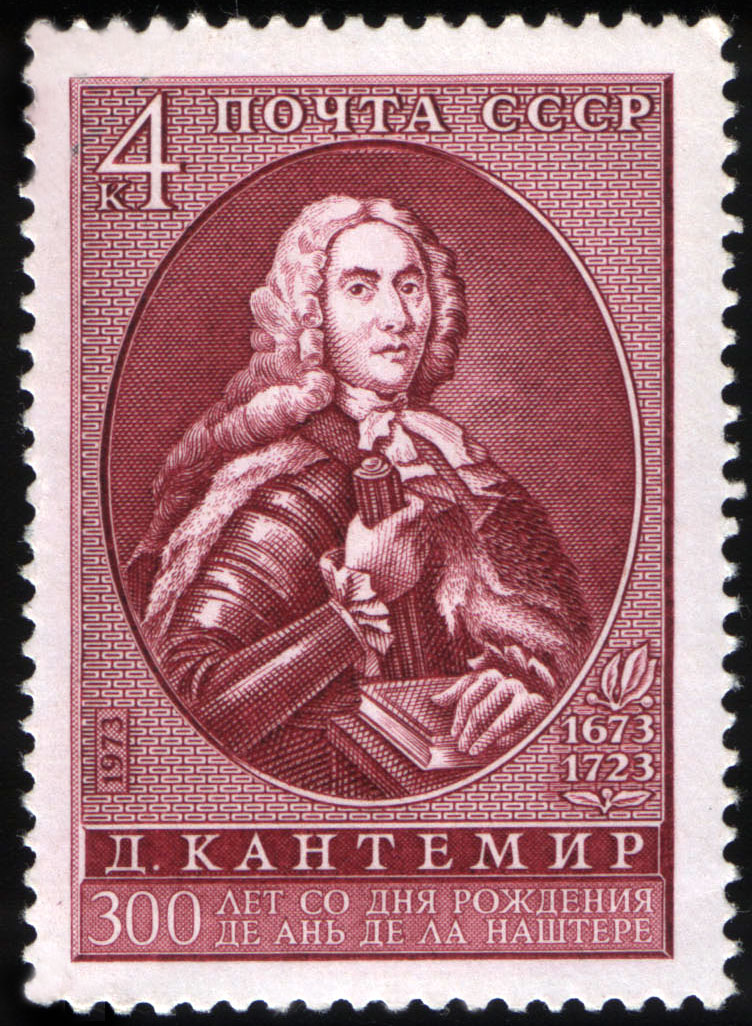
ソビエト連邦 切手, ディミトリエ・カンテミール, 1973年 (Michel 4175, Scott 4132)

ディミトリエ・カンテミール（Димитрие Кантемир, ユリウス暦1673年10月26日 フシ南部シリシュテニ（現ディミトリエ・カンテミール） - ユリウス暦1723年8月21日）は、モルダヴィア（ルーマニア）生まれの文人、学者で、モルダヴィア公（在任1693年3月 - 4月、1710年11月 - 1711年7月）。

## 生涯
タタール系の血を引くモルダヴィア貴族（ボヤール boiari）カンテミール家の出身で、父コンスタンティン・カンテミールと兄アンティオフ・カンテミールはモルダヴィア公を務めた有力者であった。ディミトリエはモルダヴィアのヤシで言語、文学、歴史の教育を受けた後、1688年から22年間をイスタンブールで過ごした。イスタンブールではスルタン・アフメト2世に才能を愛され、東洋の諸言語と文化、音楽を学んだ。
1710年、兄アンティオフの跡を継いでモルダヴィア公に任命されイスタンブールを離れるが、翌1711年に始まったロシアとオスマン帝国の戦争においてオスマン帝国を裏切り、ロシアのピョートル1世に降伏した。しかし、この戦争はピョートルの大敗に終わり（プルート川の戦い）、モルダヴィアを含めた占領地はオスマン帝国に奪還されてしまったため、カンテミールはロシアに亡命生活を余儀なくされた。カンテミールはロシア貴族の待遇を受けて（公爵・宮廷顧問官）余生を送り、1723年にハリコフで亡くなった。
最初の妻カッサンドラ・カンタクゼネとの間に二男一女が、2番目の妻アナスタシヤ・トルベツカヤとの間に一女があった。

## 学術活動
ディミトリエ・カンテミールは語学の才能に優れ、ルーマニア語のほか、ラテン語、ギリシャ語、トルコ語、アラビア語、ペルシア語、ロシア語、スロヴェニア語、ハンガリー語、ドイツ語、フランス語、イタリア語を完全に習得していたと言われる。カンテミールは諸学問に通じ、故国モルダヴィア・ルーマニアに関する歴史書、地理誌、哲学書など多くの著作を残した。
東洋の歴史と文化に対する造詣も深く、カンテミールの著作の中でももっとも有名なものはラテン語で著され、西欧に紹介された最初の体系的なオスマン帝国にかんする歴史書となった『オスマン帝国の勃興と衰退』である。同書はモスクワに移ってから書かれたが、1734年に英語、1743年にフランス語に訳され、西欧に広く紹介された。オスマン古典音楽の作曲者としても知られる。40曲ほどの作品がある。アラビア文字を利用した独特の文字楽譜によって約40の自作曲を含む、350余りの器楽曲を採譜した『文字による音楽の知識の書』をトルコ語（オスマン語）で著してスルタンに献呈した。彼の考案した文字譜は画期的なものだったがトルコにおいて広まることはなかった。